# USS Stark (FFG-31)
USS Stark era uma fragata da Classe Oliver Hazard Perry que serviu a Marinha dos Estados Unidos.
Ela foi a 25ª unidade da classe a ser construída (considerando as duas encomendadas pela Austrália). Sua construção foi autorizada no ano fiscal de 1978 e a quilha foi batida pelo estaleiro Todd Pacific em Seattle (estado de Washington) no dia 24 de agosto de 1979. A Stark foi efetivamente incorporada à USN em 23 de outubro de 1982. Seu nome homenageava o almirante Harold R. Stark, falecido em 1972.

## Incidente no Iraque

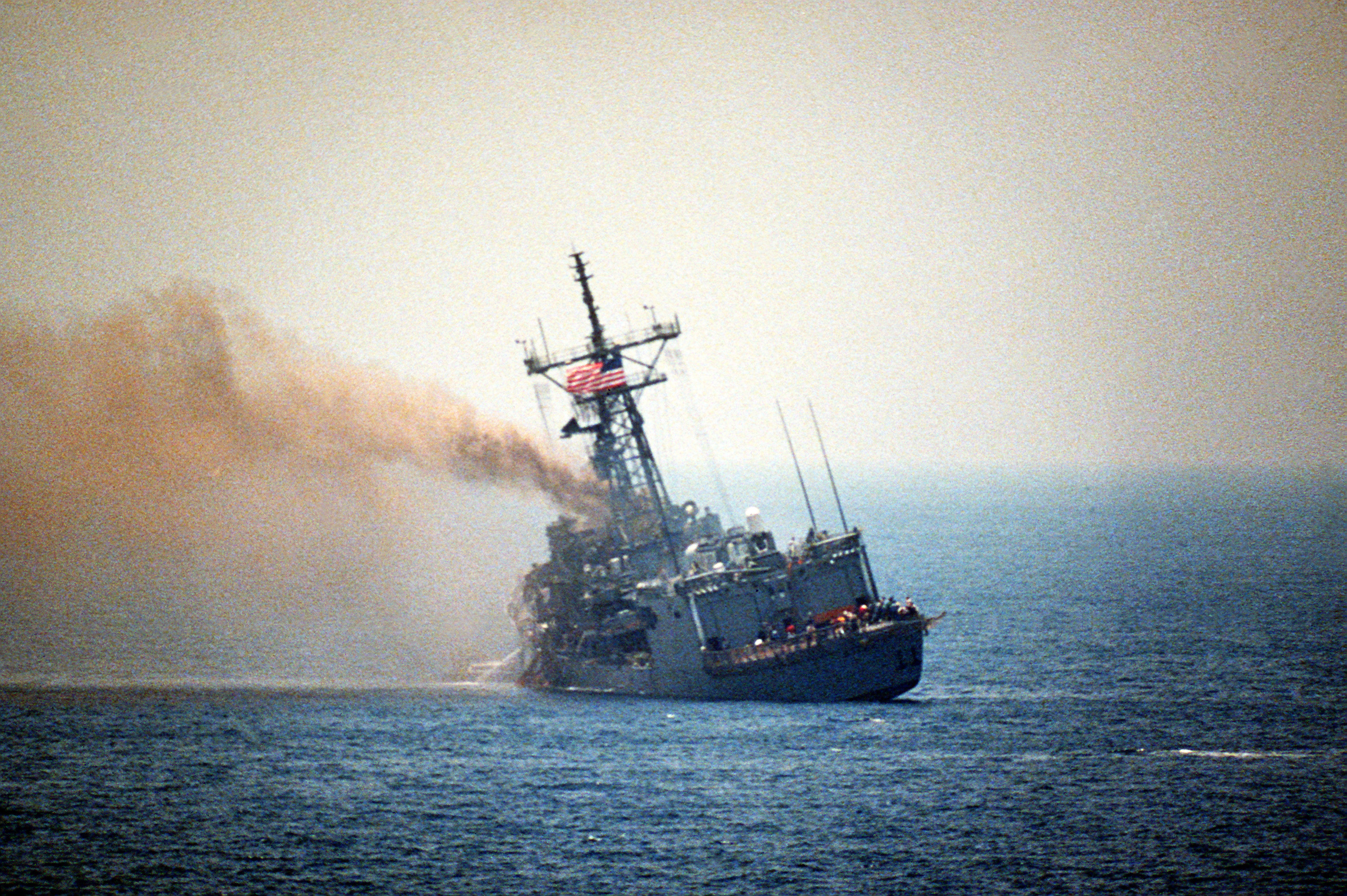
O Stark adernando após ter sido atingido por dois mísseis Exocet no Golfo Pérsico

Durante a Guerra Irã-Iraque em 17 de maio de 1987, um avião iraquiano disparou mísseis contra a fragata norte-americana. Trinta e sete marinheiros do navio de guerra foram mortos e vinte e um outros ficaram feridos. O USS Stark navegava ao largo da costa da Arábia Saudita, perto do limite de exclusão da Guerra Irã-Iraque. O Dassault Mirage F1 iraquiano  disparou dois mísseis Exocet que acertaram o navio ficou seriamente avariado e pegou fogo. Escoltado pelo contratorpedeiro USS Waddell (DDG-24) o Stark retornou ao Barém.